# Bobby Joe Long
Robert Joseph Long, detto Bobby Joe (Kenova, 14 ottobre 1953 – Raiford, 23 maggio 2019), è stato un serial killer e militare statunitense giustiziato dallo Stato della Florida per l'omicidio di Michelle Denise Simms.
Ha rapito, aggredito sessualmente e ucciso almeno dieci donne nell'area di Tampa Bay durante un periodo di otto mesi nel 1984. La diciassettenne Lisa McVey, vittima da lui rilasciata, fornì alla polizia informazioni cruciali che permisero di rintracciare e arrestare Long.
Long è stato condannato a morte per due dei dieci omicidi di cui è stato accusato. È stato giustiziato per iniezione letale il 23 maggio 2019.

## Biografia
Robert Joseph Long è nato il 14 ottobre 1953 a Kenova, Virginia Occidentale, da Joe e Louetta Long.  Long è nato con un cromosoma X in più, noto anche come 47,XXY, una variante specifica della sindrome di Klinefelter che provoca un'eccessiva produzione di estrogeni con conseguenti sviluppi di tratti "femminili" come un seno sviluppato. Per questa ragione, Long è stato preso in giro da bambino e in adolescenza subì un intervento chirurgico per riduzione del seno. Durante l'infanzia ebbe diverse ferite alla testa a causa di alcuni incidenti.
Long ebbe una relazione problematica con sua madre: dormì nel suo letto fino all'adolescenza e, secondo quanto riferito, si risentì per i numerosi compagni che la donna portava a casa con sé la notte di ritorno dal lavoro. Long sposò nel 1974 la sua ragazza dai tempi del liceo, dalla quale ebbe due figli prima che lei chiedesse il divorzio nel 1980. Si è arruolato nell'esercito dopo la scuola ma a causa di traumi riportati da una ferita in motocicletta ha dovuto lasciare il servizio militare..

### Crimini
Long si trasferì nell'area di Tampa Bay nel 1983. Nel 1984, mentre era in libertà vigilata per aggressione , Long violentò e strangolò la ventenne Artiss "Ann" Wick a marzo; il suo corpo è stato scoperto in una zona rurale il 22 novembre 1984. Secondo quanto riferito, aveva fatto l'autostop da Gas City, nell'Indiana, a Tampa, ed era fidanzata.
Negli otto mesi successivi, Long ha rapito, violentato e ucciso almeno dieci donne in tre contee nell'area di Tampa Bay (Hillsborough, Pasco e Pinellas). L'indagine ha coinvolto il personale dell'ufficio dello sceriffo della contea di Hillsborough (HCSO), dell'FBI, del dipartimento di polizia di Tampa (TPD), dell'ufficio dello sceriffo della contea di Pasco (PCSO) e del dipartimento delle forze dell'ordine della Florida (FDLE).
I corpi delle vittime venivano generalmente trovati in uno stato di decomposizione molto tempo dopo gli omicidi, in seguito a essere stati scaricati vicino a una strada rurale o trascinati nei boschi. Sembra che Long prendesse di mira donne vulnerabili, generalmente trovate mentre camminavano isolate o che lavoravano come prostitute, persuadendole a entrare nella sua macchina dove le avrebbe violentate e torturate. Delle dieci vittime conosciute di Long, cinque sono state identificate come note prostitute e due come ballerine esotiche. Le restanti tre vittime erano un'operaia, una studentessa e una con un'occupazione sconosciuta.  Nello stesso periodo, Long continuò a praticare stupri.
Nelle prime ore del 3 novembre 1984, Long rapì la diciassettenne Lisa McVey mentre tornava a casa dal lavoro in bicicletta, la portò a casa propria e la violentò ripetutamente. McVey riuscì a memorizzare diversi dettagli, lasciò quante più impronte digitali possibili e manipolò psicologicamente Long fino a convincerlo a lasciarla andare.  Dopo 26 ore, Long rilasciò McVey e la ragazza fornì alla polizia quello che aveva appreso riguardo al suo rapitore, portando la polizia a identificare Long.

### Arresto
Al momento della sua cattura, Long era ricercato in tre giurisdizioni dell'area di Tampa Bay dove gli investigatori avevano raccolto molteplici forme di prove forensi.
Long venne arrestato fuori da un cinema il 16 novembre 1984 e accusato di violenza sessuale e rapimento ai danni di Lisa McVey. Long firmò una rinuncia formale a Miranda e acconsentì all'interrogatorio. Dopo che gli investigatori si procurarono una confessione per il caso McVey, il loro interrogatorio si concentrò su una serie di omicidi sessuali irrisolti nell'area di Tampa Bay. Quando gli investigatori interrogarono Long sugli omicidi, lui disse: "Preferirei non rispondere".
I detective continuarono l'interrogatorio e consegnarono a Long fotografie delle varie vittime di omicidio. A questo punto, Long ammise di avere bisogno di un avvocato; non gliene venne fornito uno e Long finì per confessare otto omicidi nella contea di Hillsborough e un omicidio nella contea di Pasco.

### Processo
L'ufficio del procuratore dello Stato della contea di Hillsborough e l'ufficio del difensore pubblico della contea di Hillsborough raggiunsero un patteggiamento; Long si dichiarò colpevole di otto degli omicidi e del rapimento e dello stupro di Lisa McVey il 24 settembre 1985, ricevendo ventisei ergastoli senza possibilità di libertà condizionale (ventiquattro simultanei e due da scontare consecutivamente ai primi ventiquattro) e sette ergastoli con la possibilità di libertà vigilata dopo venticinque anni. Lo Stato ha mantenuto la possibilità di chiedere la pena di morte per l'omicidio di Michelle Simms e, nel luglio 1986, Long fu dichiarato colpevole e condannato a morte sulla sedia elettrica della Florida . Sebbene Long abbia confessato di aver violentato e ucciso numerose donne, la sua confessione è stata respinta. Il suo processo è passato direttamente alla fase di rigore, com'era possibile fare negli anni '80. All'inizio del 1985 fu condannato a morte. Long ha presentato ricorso contro la sua condanna per omicidio di primo grado e condanna a morte per crimini commessi nella contea di Hillsborough.
In appello, la condanna a morte di Long è stata annullata, e il suo caso rinviato al tribunale con l'ordine di emettere un'ordinanza di assoluzione per l'omicidio di Virginia Johnson. Il 24 febbraio 1999, Long ha accusato il Capital Collateral Regional Council (l'ufficio statale che difende i condannati a morte nei loro appelli) di aver rivelato le sue lettere private a un autore, violando così l'accordo di segretezza avvocato-cliente. Ha anche accusato l'agenzia di scommettere sulle date in cui sarebbero stati giustiziati i detenuti e ha chiesto che l'agenzia fosse rimossa dal suo caso.  Un'indagine ha concluso che queste accuse erano infondate. La petizione di Long per un mandato per richiedere a Bob Dillinger, il difensore pubblico del Sesto circuito giudiziario, di rinunciare al possesso e al controllo del suo fascicolo in State v. Long, è stata respinta.
Secondo il Florida Department of Corrections, al momento della morte Long stava scontando una condanna a cinque anni, quattro condanne a 99 anni e 28 ergastoli.

### Morte
Il 23 aprile 2019, il governatore della Florida Ron DeSantis ha firmato la condanna a morte di Long, la prima condanna a morte firmata da DeSantis da quando è entrato in carica nel gennaio 2019.  I successivi appelli di Long sono stati respinti ed è stato giustiziato per iniezione letale il 23 maggio 2019, più di 30 anni dopo la sua condanna. Consumò il suo ultimo pasto alle 9:30, richiedendo roast beef, pancetta, patate fritte e soda. Fu dichiarato morto alle 19:00, senza pronunciare qualche ultima parola.

## Altri media
Nel film televisivo Believe Me: The Abduction of Lisa McVey, andato in onda nel 2018 viene rappresentato il rapimento di Lisa McVey per mano di Long e l'arresto di quest'ultimo grazie al contributo della ragazza. Nel film, Long è interpretato da Rossif Sutherland.